# Caraballeda
Caraballeda é uma cidade da Venezuela localizada no estado de Vargas e no município de Vargas. Caraballeda é a capital da paróquia homônima.